# Виноробство у В'єтнамі
В'єтнамське вино — це вино, яке виробляється у В'єтнамі. 

## Історія
Вперше площа країни була оброблена для виноградарства під час французького колоніального панування в регіоні наприкінці XIX століття. Тропічний клімат регіону погано підходив до виду Vitis vinifera, до якого звикли французькі колоністи, тому виноробна промисловість почала виробництво фруктових вин. Наприкінці XX століття почали розвивати Vitis vinifera за сприяння виноробів з таких регіонів, як Австралія. У 1995 році спільне підприємство з австралійськими виноробами розпочало агресивну схему посадки винограду з метою відновлення міжнародних сортів, таких як Каберне Совіньйон та Шардоне, на землі, які до недавнього часу були завалені наземними мінами, що залишилися після війни у В'єтнамі. 

## Виноградарство та географія

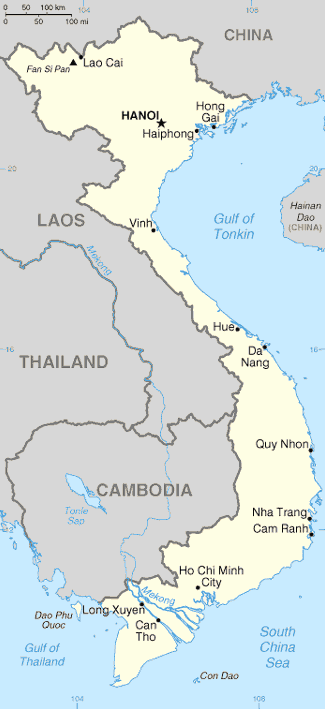
Карта В'єтнаму

В'єтнам розташований між Тропіком Раку та Екватором і має клімат, характерний для тропічного регіону, що характеризується високою вологістю та дощовим літнім сезоном. Топографія В'єтнаму дуже горбиста, що може забезпечити певне полегшення впливу тропічного клімату, а також створити різноманітний мікроклімат, де виноградарство може процвітати. Тонкінська затока, Меконг та Хонгха також мають пом'якшуючий вплив на клімат. Завдяки цілорічному теплу виноградники в південному регіоні В’єтнаму можуть приносити урожай до трьох разів протягом календарного року . Деякі сорти рослин можуть давати плоди з нових живців протягом року після їх посадки. 
Французькі колоністи висаджували свої виноградники у високогір’ї навколо гірського хребта Баві біля Ханоя . Сучасні техніки виноградарства дали деякі успішні результати завдяки агресивній обрізці та прийняттю пергольного стилю решетування. Ця решітка перголи має перевагу утримувати виноградні лози від землі там, де провітрюється частина вологості, що зменшує ризик розвитку борошнистої роси. Грона винограду затінені пологом виноградної лози, що зменшує врожайність. 
Інші райони з виноградними насадженнями включають регіон Центрального Нагір'я уздовж Аннамського хребта і південну прибережну рівнину Ніньтхуан навколо міста Фанранг-Тхаптям, де знаходиться перший комерційний виноградний завод В'єтнаму Thien Thai Winery. 

## Виноград та вина
Станом на 2005 рік основними сортами винограду, які висаджуються у В’єтнамі, є виноград Кардинал та Шамбурцин. Велика форма виробництва вина - з фруктових вин, виготовлених із великої кількості місцевих фруктів у країні . Британська фірма Allied Domecq та австралійські винороби працювали над впровадженням у регіон більше міжнародних сортів винограду, а також експериментували з виробництвом ігристих вин. 